# Washington Crossfire
El Washington Crossfire es un equipo de fútbol de los Estados Unidos que juega en la USL Premier Development League, la cuarta liga de fútbol más importante de país.

## Historia
Fue fundado en 2002 en la ciudad de Seattle, Washington con el nombre Seattle Wolves y en su primera temporada estuvo en la Pacific Coast Soccer League de Canadá, liga en la que jugó hasta el 2008, ya que en 2009 se integró a la USL Premier Development League, aunque no la han pasado bien exceptuando su año de debut en el que alcanzaron las finales divisionales.
En noviembre de 2009 se fusionaron con la organización juvenil Washington Crossfire y adoptaron su nombre actual.

## Palmarés
- J.F. Kennedy Trophy: 1

2008

## Estadios
- Starfire Sports Complex; Tukwila, Washington (2008–2009)
- Interbay Stadium; Seattle, Washington (2010)
- Redmond High School; Redmond, Washington (2011–)
- Lake Washington High School Field; Kirkland, Washington 1 juego (2011)

## Jugadores

### Jugadores destacados
| - Ely Allen - Gibson Bardsley - Jason Cascio - Ben Dragavon - Jamie Finch | - Doug Herrick - Adam Jahn - Noah Merl - Tommy Meyer - Brian Perk | - Andy Rose - Kelyn Rowe |